# Rood wasbekertje
Het rood wasbekertje (Orbilia alnea) is een schimmel behorend tot de familie Orbiliaceae. Het komt voor in bossen en struwelen op vochtige bodems, overigens variërend van voedselarm tot voedselrijk. vleeft in loofbossen saprotroof op dood hout.  Het groeit op ontschorste, rottende takken van allerlei soorten loofbomen.

## Kenmerken

### Uiterlijke kenmerken
De apothecia (vruchtlichamen) zijn doorschijnend wasachtig en hebben een diameter van 0,5-2 mm. Er zijn bleke, gele en
oranje soorten, maar echt rode wasbekertjes bestaan niet.  

### Microscopische kenmerken
De ascosporen zijn ellipsvormig, soms iets ingedeukt, en met elk twee oliedrupjes en meten 2,5-5 × 1,5-2 µm.

## Verspreiding
In Nederland komt het algemeen voor. In Drenthe komt Het bij van elzen en wilgen.